# ۴۲۹ (پیش از میلاد)
۴۲۹ (پیش از میلاد) ۴۲۹مین سال قبل از تقویم میلادی است.